# Concorso d'eleganza di Pebble Beach

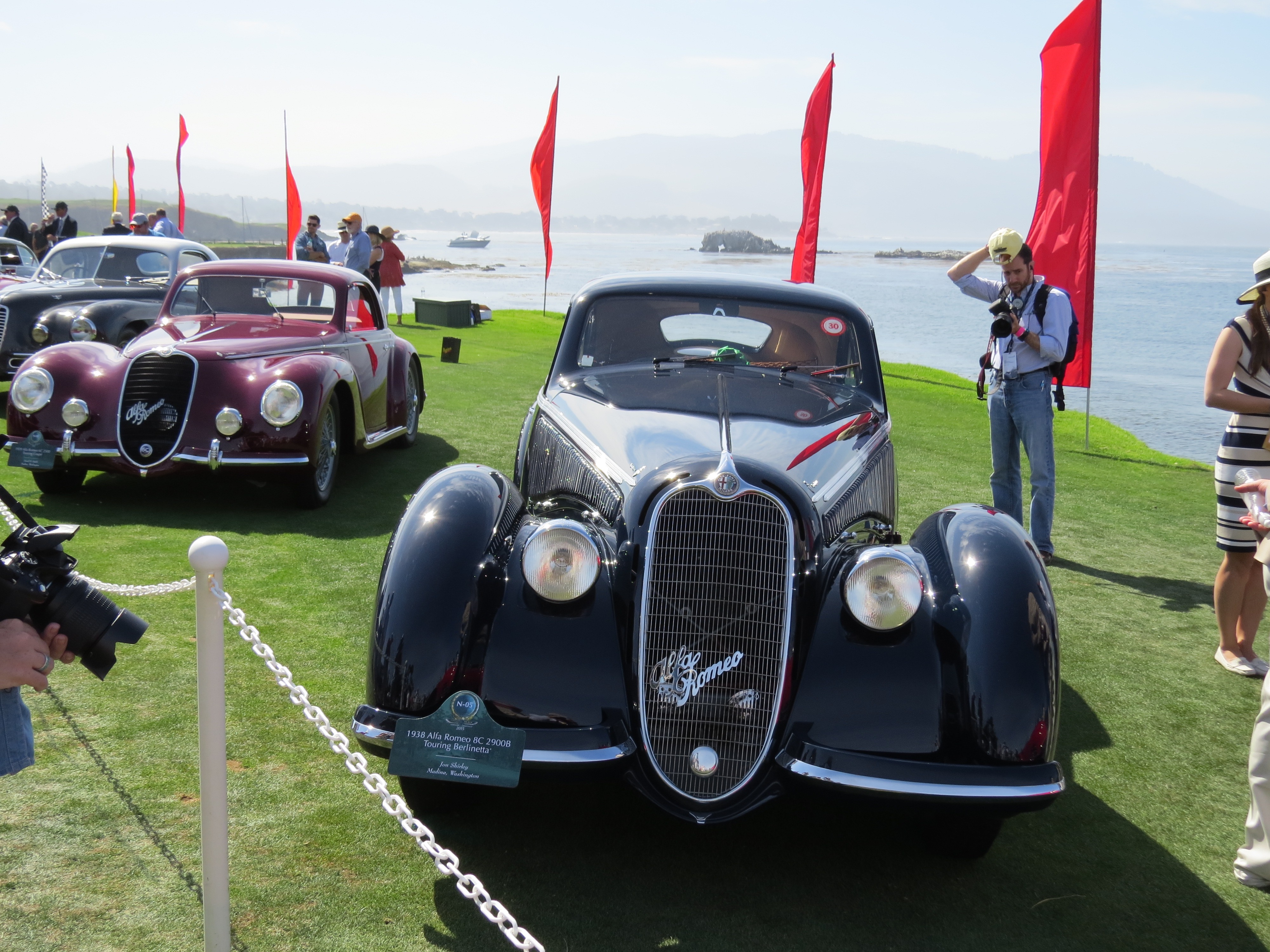
Alcune Alfa Romeo esposte al Concours d'Elegance

Il Concorso d'Eleganza di Pebble Beach (Pebble Beach Concours d'Elegance) è un concorso automobilistico a scopo benefico che si tiene ogni anno ad agosto sui campi da golf di Pebble Beach, in California.

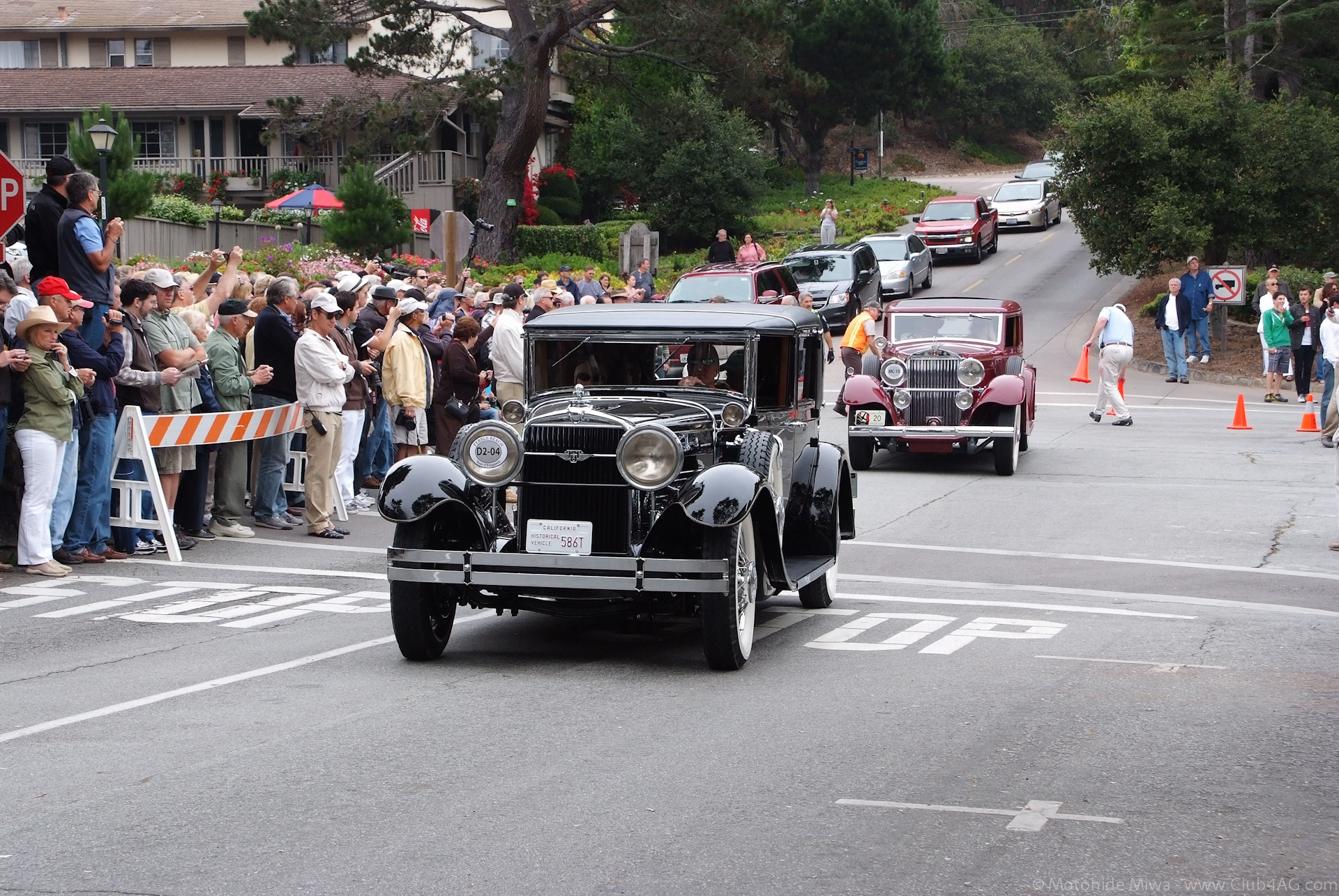
Parata di Stutz al Concours d'Elegance

Considerato tra gli evento più prestigiosi del settore, fa parte della Monterey Car Week. Il Concours d'Elegance (in francese, letteralmente "competizione di eleganza") è un evento aperto sia alle auto da collezione anteguerra che postbelliche in cui vengono giudicati i veicoli a seconda della loro autenticità, storia e stile. Le classi sono comunemente organizzate per tipologia di veicolo, marchio, carrozziere, paese di origine o epoca di produzione. I giudici selezionano il primo, il secondo e il terzo posto per ciascuna classe dell'evento e i giudici conferiscono il premio "Best of Show" alla migliore vettura. Inoltre, un gruppo di giudici onorari composto da persone che hanno contribuito in modo significativo all'industria automobilistica o agli sport motoristici, assegna una serie di riconoscimenti alle vetture indipendentemente dalle classi, nonché dei premi a personaggi dell'industria automobilistica. Ogni anno partecipano all'evento circa 15.000 spettatori.

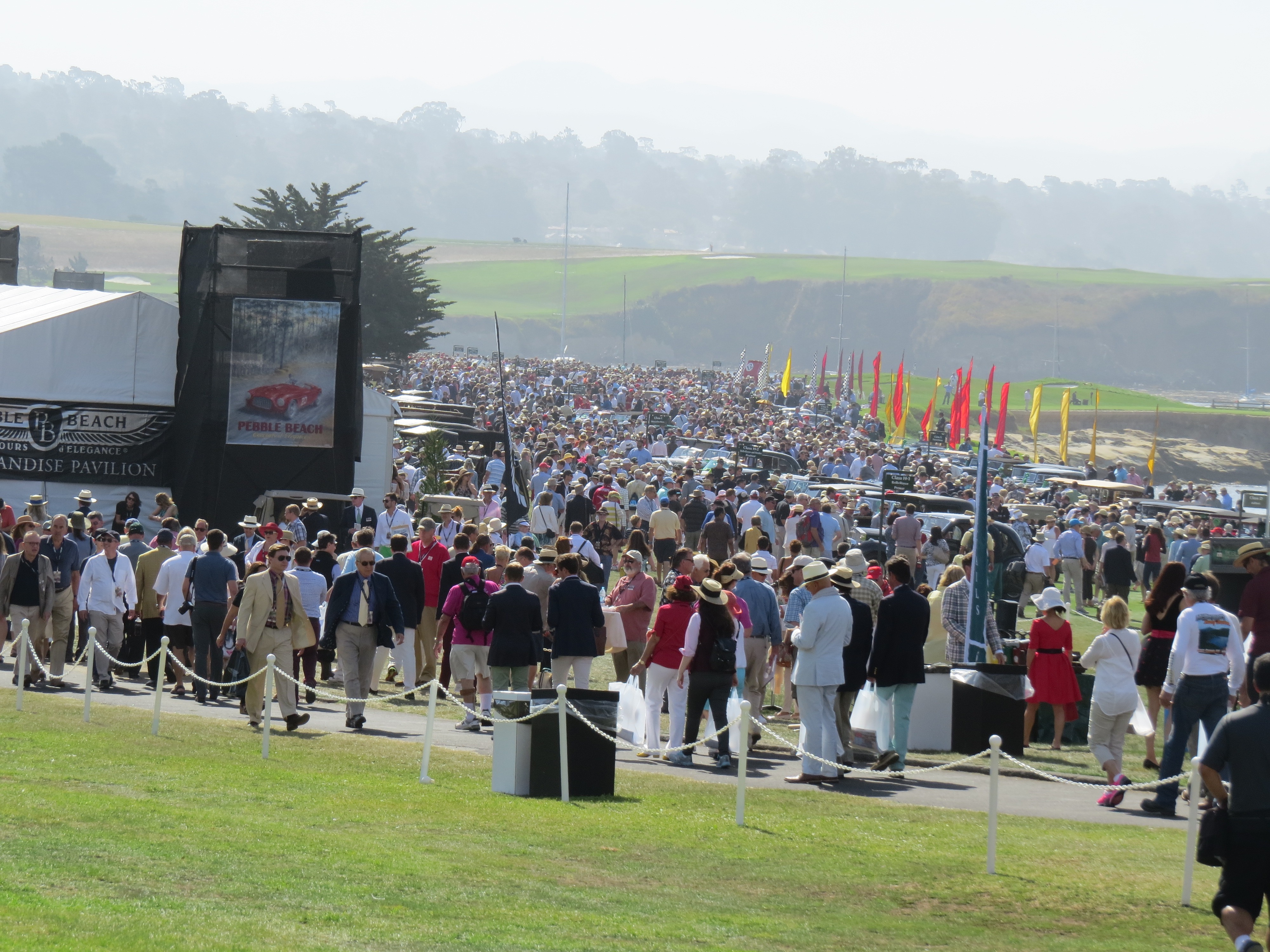
Concours d'Elegance 2015

Il Concours d'Elegance di Pebble Beach è stato fondato nel 1950 come evento supplementare alla Pebble Beach Road Race, una competizione automobilistica sponsorizzato dal Sports Car Club of America  che si svolgeva su di una strada pubblica chiusa al traffico. Nella prima edizione svoltasi il 5 novembre 1950 furono esposte trenta vetture.
Il concorso ha ricevuto il premio Motoring Event of the Year 2011 dal International Historic Motoring Awards.